# Darnell Nurse
Darnell Nurse, född 4 februari 1995, är en kanadensisk professionell ishockeyspelare som spelar för Edmonton Oilers i National Hockey League (NHL). Han har tidigare spelat för Oklahoma City Barons och Bakersfield Condors i American Hockey League (AHL) och Sault Ste. Marie Greyhounds i Ontario Hockey League (OHL).
Nurse draftades av Edmonton Oilers i första rundan i 2014 års draft som sjunde spelare totalt.
Han är brorson till den före detta NFL-stjärnan och quarterbacken Donovan McNabb som spelade större delar av sin karriär i Philadelphia Eagles.

## Statistik
| 2010–2011  | Don Mills Flyers            | GTHL       | 38  | 11 | 18  | 29  | 72  | —  | — | —  | —  | —  |
|            | St. Michael's Buzzers       | OJHL       | 2   | 0  | 0   | 0   | 4   | —  | — | —  | —  | —  |
| 2011–2012  | Sault Ste. Marie Greyhounds | OHL        | 53  | 1  | 9   | 10  | 61  | —  | — | —  | —  | —  |
| 2012–2013  | Sault Ste. Marie Greyhounds | OHL        | 68  | 12 | 29  | 41  | 116 | 6  | 1 | 3  | 4  | 6  |
| 2013–2014  | Sault Ste. Marie Greyhounds | OHL        | 64  | 13 | 37  | 50  | 91  | 9  | 3 | 5  | 8  | 12 |
|            | Oklahoma City Barons        | AHL        | 4   | 0  | 1   | 1   | 0   | 3  | 0 | 1  | 1  | 7  |
| 2014–2015  | Edmonton Oilers             | NHL        | 2   | 0  | 0   | 0   | 0   | —  | — | —  | —  | —  |
|            | Sault Ste. Marie Greyhounds | OHL        | 36  | 10 | 23  | 33  | 58  | 14 | 3 | 5  | 8  | 26 |
|            | Oklahoma City Barons        | AHL        | —   | —  | —   | —   | —   | 4  | 0 | 4  | 4  | 4  |
| 2015–2016  | Edmonton Oilers             | NHL        | 69  | 3  | 7   | 10  | 60  | —  | — | —  | —  | —  |
|            | Bakersfield Condors         | AHL        | 9   | 0  | 2   | 2   | 7   | —  | — | —  | —  | —  |
| 2016–2017  | Edmonton Oilers             | NHL        | 44  | 5  | 6   | 11  | 33  | 13 | 0 | 2  | 2  | 6  |
| 2017–2018  | Edmonton Oilers             | NHL        | 82  | 6  | 20  | 26  | 67  | —  | — | —  | —  | —  |
| 2018–2019  | Edmonton Oilers             | NHL        | 82  | 10 | 31  | 41  | 87  | —  | — | —  | —  | —  |
| 2019–2020  | Edmonton Oilers             | NHL        | 71  | 5  | 28  | 33  | 48  | 4  | 0 | 2  | 2  | 6  |
| 2020–2021  | Edmonton Oilers             | NHL        | 56  | 16 | 20  | 36  | 57  | 4  | 0 | 1  | 1  | 2  |
| 2021–2022  | Edmonton Oilers             | NHL        | 71  | 9  | 26  | 35  | 54  | 15 | 2 | 4  | 6  | 26 |
| 2022–2023  | Edmonton Oilers             | NHL        | 82  | 12 | 31  | 43  | 64  | 11 | 0 | 4  | 4  | 21 |
| NHL totalt | NHL totalt                  | NHL totalt | 559 | 66 | 169 | 235 | 470 | 47 | 2 | 13 | 15 | 61 |
| AHL totalt | AHL totalt                  | AHL totalt | 13  | 0  | 3   | 3   | 7   | 7  | 0 | 5  | 5  | 11 |
| OHL totalt | OHL totalt                  | OHL totalt | 221 | 36 | 98  | 134 | 326 | 29 | 7 | 13 | 20 | 44 |

### Internationellt
| Källa: Uppdaterad: 2021-06-29 | Källa: Uppdaterad: 2021-06-29 | Källa: Uppdaterad: 2021-06-29 |         | Utv = Utvisningsminuter | Utv = Utvisningsminuter | Utv = Utvisningsminuter | Utv = Utvisningsminuter | Utv = Utvisningsminuter |
| År                            | Lag                           | Mästerskap                    | Matcher | Mål                     | Assists                 | Poäng                   | Utv                     |                         |
| ----------------------------- | ----------------------------- | ----------------------------- | ------- | ----------------------- | ----------------------- | ----------------------- | ----------------------- | ----------------------- |
| 2012                          | Kanada                        | U18-VM                        | 7       | 0                       | 0                       | 0                       | 14                      |                         |
| 2012                          | Kanada                        | Ivan Hlinka                   | 5       | 0                       | 0                       | 0                       | 4                       |                         |
| 2015                          | Kanada                        | JVM                           | 7       | 0                       | 1                       | 1                       | 6                       |                         |
| 2018                          | Kanada                        | VM                            | 10      | 0                       | 1                       | 1                       | 4                       |                         |
| 2019                          | Kanada                        | VM                            | 10      | 2                       | 2                       | 4                       | 8                       |                         |
| Junior totalt                 | Junior totalt                 | Junior totalt                 | 19      | 0                       | 1                       | 1                       | 24                      |                         |
| Senior totalt                 | Senior totalt                 | Senior totalt                 | 20      | 2                       | 3                       | 5                       | 12                      |                         |